# Girl in a Coma
Girl in a Coma est un groupe de Rock/Post-Grunge, avec une réelle influence Tejano, formé à San Antonio, Texas. Il est composé de deux sœurs et d'une amie. Son nom est tiré de Girlfriend in a Coma, une chanson des Smiths. Le trio a d'ailleurs fait la première partie de Morrissey à l'Olympia en 2008.
En 2008 elles reçoivent The Independent Music Awards pour le morceau Clumsy Sky. Phanie Diaz & Jenn Alva annoncent officiellement leur homosexualité.

## Membres du groupe
- Nina Diaz – Chant, guitare
- Jenn Alva – Basse
- Phanie Diaz – Batterie

## Discographie
- 2005 : Gira O Morir Demo (Ep's)
- 2007 : Both Before I'm Gone, Blackheart Records
- 2009 : Hiding My Trail (Ep's)
- 2009 : Trio B.C., Blackheart Records
- 2010 : Adventures in Coverland, album de reprises, Blackheart Records

## Matériel utilisé
Nina utilise une Gibson Valley Arts Brent Mason Signature